# 경북하이텍고등학교
경북하이텍고등학교(慶北하이텍高等學校)는 대한민국 경상북도 안동시 태화동에 위치해 있는 사립 고등학교이다.

## 학교 연혁
- 1962년 5월 2일 : 안동재건중학교 개원
- 1964년 9월 26일 : 안동재건고등공민학교 6학급 인가(야간)
- 1970년 1월 9일 : 안동실업학교로 개편(12학급 인가) 상과, 공예과, 농과 등 3개학과
- 1970년 5월 1일 : 학력인정 지정학교
- 1972년 8월 23일 : 학교법인 영벽학원 설립인가, 설립자 김용을 선생
- 1972년 12월 29일 : 초대 교장 김용을 선생 취임
- 1972년 12월 29일 : 안동공업고등학교 설립인가(9학급)
- 1973년 2월 20일 : 안동실업학교 폐지 인가 사전 승인(11회 1,203명 졸업)
- 1973년 3월 3일 : 안동공업고등학교 제1회 입학식
- 1975년 8월 15일 : 본관 신축(18개 교실)
- 1976년 1월 10일 : 제1회 졸업식 (졸업생 169명)
- 1981년 10월 6일 : 학칙변경(주간 30학급, 야간 6학급)
- 1982년 4월 15일 : 신관 신축(32개 교실)
- 1987년 3월 16일 : 학교법인 백암교육재단으로 명칭 변경
- 1987년 8월 24일 : 본관 신축 (19개 교실)
- 1988년 3월 1일 : 학칙변경 (주간 36학급, 야간 폐지)
- 2006년 3월 2일 : 학칙변경 (24학급, 학급당 정원 30명)
- 2006년 8월 31일 : 다목적 강당 신축
- 2008년 9월 16일 : 다목적 강당 및 급식소 준공
- 2013년 3월 1일 : 경북하이텍고등학교로 교명 변경 (도시환경디자인과, 에너지전자과, 유통마케팅과로 개편)
- 2016년 3월 1일 : 제11대 교장 이상택 선생 취임
- 2019년 5월 16일 : 제7대 이사장 김청한 선생 취임
- 2020년 3월 2일 : 학칙변경 (18학급, 학급당 정원 22명)
- 2020년 3월 2일 : 학과개편(도시환경디자인과를 도시공간디자인과로, 에너지전자과를 스마트전기전자과로 개편)
- 2023년 1월 3일 : 제48회 졸업식(졸업생수 132명, 누적 17,594명)

## 설치 학과
- 유통마케팅과
- 스마트전기전자과
- 도시공간디자인과

## 참고 자료
- 경북하이텍고등학교 - 한국교육학술정보원 학교알리미